# Pinarejo
Pinarejo település Spanyolországban, Cuenca tartományban.  Lakosainak száma 181 fő (2024).

## Népesség
A település népessége az utóbbi években az alábbiak szerint változott:
| Lakosok száma | 407  | 361  | 353  | 319  | 375  | 239  | 238  | 212  | 191  | 181  |
|               | 2001 | 2004 | 2006 | 2009 | 2011 | 2014 | 2016 | 2019 | 2021 | 2024 |